# Теренозецький сільський округ (Турара Рискулова район)
Теренозе́цький сільський округ (каз. Тереңөзек ауылдық округі, рос. Теренозекский сельский округ) — адміністративна одиниця у складі району Турара Рискулова Жамбильської області Казахстану. Адміністративний центр — село Теренозек.
Населення — 2831 особа (2021; 3048 у 2009, 2949 у 1999, 2998 у 1989).
Станом на 1989 рік існувала Теренозецька сільська рада (села Кокарик, Теренозек, Чулак-Каїнди). 1997 року Теренозецький сільський округ та Кайиндинський сільський округ були ліквідовані та приєднані до складу до складу Акиртобинського сільського округу, однак 2001 року Теренозецький сільський округ разом з населеними пунктами колишнього Кайиндинського сільського округу був відновлений. 2004 року зі складу Теренозецького сільського округу був відновлений Кайиндинський сільський округ.

## Склад
До складу округу входять такі населені пункти:
| Населений пункт     | Старі назви                | Населення, осіб (1989) | Населення, осіб (1999) | Населення, осіб (2009) | Населення, осіб (2021) |
| ------------------- | -------------------------- | ---------------------- | ---------------------- | ---------------------- | ---------------------- |
| Кокарик, село       | -                          | 605                    | 595                    | 588                    | 560                    |
| Теренозек, село     | -                          | 1964                   | 1973                   | 2060                   | 1901                   |
| Шолак-Кайинди, село | Чулак-Каїнди, Шолак-Каїнди | 429                    | 381                    | 400                    | 370                    |